# Vieux Moulin d'Éprave
De Vieux Moulin d'Éprave is een oude watermolen op de Behottebeek in Éprave, een deelgemeente van Rochefort in de Belgische provincie Namen.
De watermolen bestaat uit een gebouw opgetrokken uit natuur- en bakstenen met een zadeldak, gebouwd dwars op de waterloop. De molen heeft twee houten onderslagraderen. Op een van de balken staat het jaartal 1654 gegrifd maar oude geschriften uit 1445 spreken al van een watermolen op deze plaats. In 1933 werd de molen gebruikt voor de bijhorende brouwerij, waar tot aan het begin van de Tweede Wereldoorlog het bier Royale de la Lesse gebrouwen werd. Daarna kwam de molen tot stilstand en werd pas in 1993 gestart met restauratie van het gebouw en de waterwielen. In 2010 werd de molen door François Xavier Bellot terug maalvaardig gemaakt. De molen heeft nog drie maalstoelen waarvan er een vroeger gebruikt werd voor het malen van gerst voor de brouwerij.